# La jungla dei temerari
La jungla dei temerari (Tennessee's Partner) è un film del 1955 diretto da Allan Dwan.
È un western statunitense con John Payne, Ronald Reagan e Rhonda Fleming. È liberamente ispirato al racconto breve del 1869 Tennessee's Partner di Bret Harte.

## Trama
In California, in una città mineraria, vi è un saloon gestito da Elisabeth detta "la Duchessa". Nel saloon  c'è una sala dove si gioca a poker. Tennessee, fidanzato della donna, è un giocatore professionista abilissimo e invincibile. La sua abilità, però, suscita l'odio di molti che hanno perso al gioco sfidandolo. Un giorno, uno di questi sta per ucciderlo colpendolo a tradimento alle spalle, quando viene salvato da Cowpoke che uccide l'uomo. Tennessee è un uomo arido, non crede all'amore e all'amicizia, ma viene colpito dalla lealtà di Cowpoke. Quest'ultimo sta per sposare Goldie e quando Tennessee lo scopre ne rimane sconcertato. Egli conosce la donna e sa che è una poco di buono e approfittatrice. Fa, quindi, in modo che la donna se ne vada per sempre dandole dei soldi.
Nel frattempo un vecchio socio di Tennessee ha scoperto una miniera, ma siccome è analfabeta si fa scrivere la mappa da Cowpoke.
Nella piccola città, intanto, si sparge la voce che Tennessee sia l'amante di Goldie e Cowpoke viene deriso per questo motivo. Quest'ultimo affronta Tennessee, ma vedendo che l'uomo non si difende e cerca di giustificarsi, capisce che è innocente. Intanto l'ex socio viene ucciso dal ricco Turner, che è un accanito giocatore, ha perso diverse volte giocando con Tennessee. Turner ruba la mappa. Dell'omicidio viene accusato proprio Tennessee insieme con Cowpoke. La proprietaria del saloon riesce a fare fuggire i due uomini, che si mettono alla ricerca di Turner. Lo trovano nella miniera scoperta dal vecchio socio. Turner si arrende, ma lo sceriffo che intanto li ha raggiunti, spara a tradimento per colpire Tennessee, ma colpisce Cowpoke, che era intervenuto per difendere l'amico, uccidendolo. Tennessee scopre il significato di amicizia e amore. Sposa Elisabeth e con lei lascia la città.

## Produzione
Il film, diretto da Allan Dwan su una sceneggiatura di Milton Krims, D.D. Beauchamp, C. Graham Baker e C. Graham Baker e un soggetto di Bret Harte, fu prodotto da Benedict Bogeaus per la Benedict Bogeaus Production e girato nell'Iverson Ranch a Chatsworth, Los Angeles, California, da metà maggio all'inizio di giugno 1955.

## Distribuzione
Il film fu distribuito con il titolo Tennessee's Partner negli Stati Uniti dal 21 settembre 1955 al cinema dalla RKO Radio Pictures.
Altre distribuzioni:
- in Svezia il 7 aprile 1956 (Den vilda staden)
- in Portogallo il 24 aprile 1956 (Rivalidade)
- in Germania Ovest il 29 giugno 1956 (Todesfaust)
- in Finlandia il 17 agosto 1956 (Villi länsi)
- in Austria nel 1957 (Todesfaust)
- in Danimarca l'11 ottobre 1957 (Eventyreren fra San Francisco)
- in Iran il 23 ottobre 1957 (Sharik-e djasour)
- in Giappone il 19 marzo 1958
- in Turchia nell'aprile del 1959 (Çapkin Kumarbaz)
- in Belgio (La cité des plaisirs)
- in Brasile (A Audácia é a Minha Lei)
- in Spagna (El jugador)
- in Francia (Le bagarreur du Tennessee) (Le mariage est pour demain)
- in Grecia (Harti, gynaika kai pistoli)
- in Italia (La jungla dei temerari)

### Promozione
Le tagline sono:
- ALL THE GUTS AND GUSTO OF THE WEST...as it really was!
- When the West was a Shameless Young Hussy!

### Critica
Secondo il Morandini il film è, tra le produzioni del regista Dwan, "uno dei suoi western più sereni e lirici" in cui Reagan si rivela ancora una volta interprete del ruolo "dell'amico dell'eroe".

### Differenti versioni
Tennessee's Pardner di Bret Harte fu portato varie volte sullo schermo:
- Tennessee's Pardner, regia di George Melford (1916)
- The Flaming Forties, regia di Tom Forman (1924)
- The Golden Princess, regia di Clarence G. Badger (1925)
- La jungla dei temerari (Tennessee's Partner), regia di Allan Dwan (1955)